# Anthericum baeticum
Anthericum baeticum là một loài thực vật có hoa trong họ Măng tây. Loài này được (Boiss.) Boiss. mô tả khoa học đầu tiên năm 1842.